# Epanthidium trichura
Epanthidium trichura är en biart som först beskrevs av (moure och Urban 1991, och fick sitt nu gällande namn av >. Epanthidium trichura ingår i släktet Epanthidium och familjen buksamlarbin. Inga underarter finns listade i Catalogue of Life.